# Kim Hyung-chil
Kim Hyung-chil (1 juli 1959 - Doha, 7 december 2006) was een Zuid-Koreaanse eventingruiter.
Hij won de zilveren medaille op de Aziatische Spelen 2002 in de military en nam ook deel aan de Aziatische Spelen 2006 in Qatar. Daar overleed hij echter door een val van zijn paard na de zesde sprong. Het paard waar hij op dat moment op reed, Bundaberg Black, was hetzelfde paard als waarmee hij het zilver veroverde.